# 杰茜卡·比尔德
杰茜卡·比尔德（英語：Jessica Beard，1989年1月8日—），美国女子田径运动员，2009年世界田径锦标赛女子4×400米接力金牌得主、2011年世界田径锦标赛女子4×400米接力金牌得主、2013年世界田径锦标赛女子4×400米接力金牌得主、2015年世界田径锦标赛女子4×400米接力银牌得主、2019年世界田径锦标赛女子4×400米接力和混合4×400米接力金牌得主。